# Війна Харта
«Ві́йна Ха́рта» (англ. Hart's War) — кінофільм 2002 року Ґреґорі Гобліта, що базується на однойменному романі Джона Катценбаха. У головних ролях знялися Брюс Вілліс, Колін Фаррелл, Терренс Говард. Прем'єра фільму відбулась 15 лютого 2002 року.

## Сюжет
Під час Арденнської операції лейтенант Томас Харт (Колін Фаррелл) потрапляє в полон і опиняється в німецькому таборі для військовополонених. Полковник Макнамара (Брюс Вілліс) відправляє його до бараку для рядових, бо в офіцерському немає місць. Невдовзі туди ж прибувають двоє чорношкірих льотчиків — лейтенанти Лінкольн Скотт (Терренс Говард) і Ламар Арчер (Віселос Реон Шеннон). Макнамара відмовляється селити їх разом із білими офіцерами й наполягає, щоб вони жили в бараку рядових. Там новоприбулі стикаються з приниженнями від расиста з півдня Бедфорда (Коул Гаузер). Під матрацом Ламара Арчера охорона знаходить саморобну холодну зброю, яку йому підкинули. Арчера розстрілюють.
Невдовзі Бедфорда знаходять убитим, і підозра падає на Лінкольна Скотта. Німці хочуть стратити його, але Макнамара домагається дозволу провести над Скоттом військовий суд, щоб той міг довести свою невинність. Адвокатом Скотта призначають Томаса Харта. Згодом з'ясовується, що і вбивство, і судовий процес були частиною плану, щоб виграти час для втечі групи полонених. На їхньому шляху стоїть непередбачуваний комендант табору, нацистський полковник Вернер Віссер (Марчел Юреш).
Під час шикування в таборі бракує тридцяти п'яти полонених, включно з полковником Макнамарою. Комендант наказує розстріляти всіх, хто брав участь у судовому процесі. Та в цей момент біля воріт з'являється Макнамара, а за межами табору лунають вибухи. Комендант розуміє, що Макнамара з групою полонених готували втечу, щоб влаштувати диверсію на заводі зі виробництва снарядів неподалік табору. Судовий процес був лише відволіканням уваги персоналу. Макнамара бере всю провину на себе. Комендант розстрілює його, але зберігає життя решті американських полонених.

## У ролях
- Брюс Вілліс — полковник Вільям Макнамара
- Колін Фаррелл — лейтенант Томас Гарт
- Терренс Говард — лейтенант Лінкольн Скотт
- Коул Гаузер — старшина Вік Бедфорд
- Марчел Юреш — полковник Вернер Фіссер
- Лайнас Роуч — капітан Пітер Росс
- Віселос Реон Шеннон[en] — лейтенант Ламар Арчер
- Джонатан Брендіс — рядовий Льюїс П. Вейклі
- Морі Стерлінґ[en] — Денніс А. Гербер
- Сем Джаґер[en] — капітана Р. Дж. Сіско
- Скотт Майкл Кемпбелл[en] — капрала Джо Кроміна
- Рорі Кокрейн — сержант Карл Вебб
- Рік Раванелло — майор Джо Клрі
- Адріан Греньє — рядовий Даніель Е. Абрамс
- Сем Вортінґтон — капрал Б. Дж. Ґудрі
- Гольґер Гандке[en] — майор Йоганн Віртц